# Награда Душан Панковић
Награда Душан Панковић, оригинално установљена као Митровданска повеља, се додељује појединцима за изузетна остварења у области српске библиографије. Награда се додељује на Сусретима библиографа у спомен на др Георгија Михаиловића које организује Народна библиотека др Ђорђе Натошевић из Инђије.

## Историјат
На Сусретима библиографа које организује Народна библиотека др Ђорђе Натошевић из Инђије од 1996. године додељује се и награда за изузетна достигнућа у области библиографије. Чинили су је повеља и новчани износ.
Добитници Митровданске повеља су:
- 1996 - Лазар Чурчић
- 1997 - Миодраг Живанов
- 1998 - Душан Панковић
- 2000 - Силвија Ђурић
- 2002 - Душан Ј. Мартиновић
- 2004 - Вида Зеремски
- 2006 - Мирослав Пантић
- 2008 - Марија Чурчић
- 2010 - Војислав Максимовић

Године 2012. године награда за изузетна остварења у области српске билиографије је добила ново име: Награда Душан Панковић. Награда је понела име по професору књижевности, библиотекару, библиографу, писцу, једном од утемељивачу Сустера библиографа, аутору бројних радова из области библиографије Душану Панковићу (1928-2009).
Добитници Награде Душан Панковић су:
- 2012 - Марија Орбовић
- 2014 - Здравка Радуловић
- 2016 - Марија Јованцаи
- 2018 - Гордана Ђилас
- 2020 - Љиљана Клевернић[3]
- 2022 - Душица Грбић[4]

## Критеријуми за доделу награде
Награда се додељује на основу следећих критеријума:
- Значајан допринос у области библиографије;
- Број и квалитет објављених библиографских радова, њихов научни, стручни, културни и просветни значај;
- Континуитет у бављењу библиографским радом;
- Увођење информатичких, организационих и других новина у библиографију;
- Унапређивање теоријских и практичних постулата на којима почива библиографски рад.